# أمارا دياني
أمارا سليم دياني (بالفرنسية: Amara Salim Diané)‏ (مواليد 19 أغسطس 1982 في أبيدجان) مهاجم كرة قدم من كوت ديفوار متقاعد.

## المسيرة الرياضية مع الأندية
في بداية مسيرته الرياضية تدرب أمارا في أكاديمية الشباب الشهيرة في نادي ساحل العاج أسيك أبيدجان قبل أن ينتقل إلى الضواحي الباريسية حيث انضم إلى مانتيه. ثم انتقل إلى روي في الدرجة الخامسة في ديسمبر 2000. في موسم 2002-03 تألق بتسجيله 26 هدف في 34 مباراة مما أدى إلى انتقاله إلى ستاد ريمس من الدرجة الثانية. بعد موسم جيد آخر وقع مع ستراسبورغ في الدرجة الأولى. في الموسم المثير للإعجاب للمهاجم الشاب وبعد هبوط ستراسبورغ في نهاية الموسم تم ربطه بالانتقال إلى عدد من الأندية في جميع أنحاء أوروبا. في نهاية المطاف دفع باريس سان جيرمان مبلغ 2،300،000 جنيه إسترليني نظير خدماته حيث وقع على صفقة لمدة 4 سنوات.
في مايو 2008 أفيد بأن فريقي الدوري الإنجليزي الممتاز نيوكاسل يونايتد وبورتسموث كانا مهتمين بالتعاقد مع الإيفواري الذي كان هداف الموسم في ناديه في موسم 2007-08. سجل دياني هدفين في آخر مباراة له مع باريس سان جيرمان هذا الموسم ليضمن البقاء في الدرجة الأولى.
في يوليو 2008 انتقل دياني من باريس سان جيرمان إلى الريان القطري مقابل رسم بلغ 8 ملايين يورو. وقع عقد بقيمة عشرة ملايين يورو على مدى أربع سنوات. ثم وقع عقد مع الغرافة القطري. استشهد دياني بالأسباب المالية في المقام الأول لقرار انتقاله إلى قطر قائلا: «من الآن وصاعدا أريد أن أتأكد من مستقبل عائلتي المالي. يمكن للنادي القطري فقط السماح لي بالقيام بذلك».
في 26 أكتوبر 2011 انتقل دياني من الغرافة إلى النصر في دوري الخليج العربي ليحل محل نظيره الإكوادوري كارلوس تينوريو.
بعد فترة قصيرة في توبيز من الدرجة الثانية البلجيكي تقاعد.

## المسيرة الرياضية مع المنتخب
استدعي إلى منتخب ساحل العاج لمباراته الودية ضد السنغال في 18 أغسطس 2006. ومع ذلك بسبب إصابة في الفخذ غاب عن اللعب كما غاب عن تصفيات كأس الأمم الأفريقية لكرة القدم ضد الغابون حيث فاز الأفيال 5-0 مع تسجيل أرونا كونيه ثلاثية. استدعي مرة أخرى إلى المنتخب الوطني لمباراة ودية ضد السويد في 15 نوفمبر 2006 جنبا إلى جنب مع زميله لاعب فريق باريس سان جيرمان وكابتن كوت ديفوار السابق بونافينتور كالو. ومع ذلك كان بديلا غير مستخدم في المباراة.
في مارس 2007 كان أحد اللاعبين الأربعة الذين تلقوا دعوة متأخرة لتصفيات كأس الأمم الإفريقية ضد مدغشقر في أنتاناناريفو بسبب إصابات لأعضاء آخرين في المنتخب. أدرك أمارا وجوده في المباراة أمام مدغشقر بهدف ثالث وأول هدف دولي له مع الفيلة في الفوز 3-0. انضم أمارا إلى تشكيلة الأفيال المؤقتة لكأس الأمم الأفريقية لكرة القدم 2008 في غانا لكن تم استبعاده من التشكيلة النهائية حيث كانت هناك ثروة من الخيارات الهجومية الإيفوارية تحد من فرصه.

### الأهداف الدولية
| # | التاريخ        | الملعب               | الخصم  | التسجيل | النتيجة | المنافسة                                   |
| - | -------------- | -------------------- | ------ | ------- | ------- | ------------------------------------------ |
|   | 25 مارس 2007   | أنتاناناريفو، مدغشقر | مدغشقر | 3–0     | فوز     | تصفيات كأس الأمم الأفريقية لكرة القدم 2008 |
|   | 21 نوفمبر 2007 | الدوحة، قطر          | قطر    | 6–1     | فوز     | ودية                                       |

## الإنجازات
- باريس سان جيرمان
  - كأس الرابطة الفرنسية (1): 2008
- الريان
  - كأس أمير قطر (1): 2010
- الغرافة
  - كأس ولي عهد قطر (1): 2011